# FM Milenium
FM Milenium és una ràdio argentina que transmet des de la Ciutat Autònoma de Buenos Aires.
És considerada -al costat de Rock & Pop, La 100, Aspen 102.3, Radio Uno, Metro 95.1, Nacional Folklórica i La 2x4- una emissora clau en la historia de la ràdio argentina, dins de les quals encara romanen vigents.

## Història
Va començar a transmetre des de Avinguda Entre Ríos 1931, sota la llicència que pertanyia a La Rocka (abans Rock & Pop i FM Buenos Aires), propietat de Radiodifusora Esmeralda S.A.

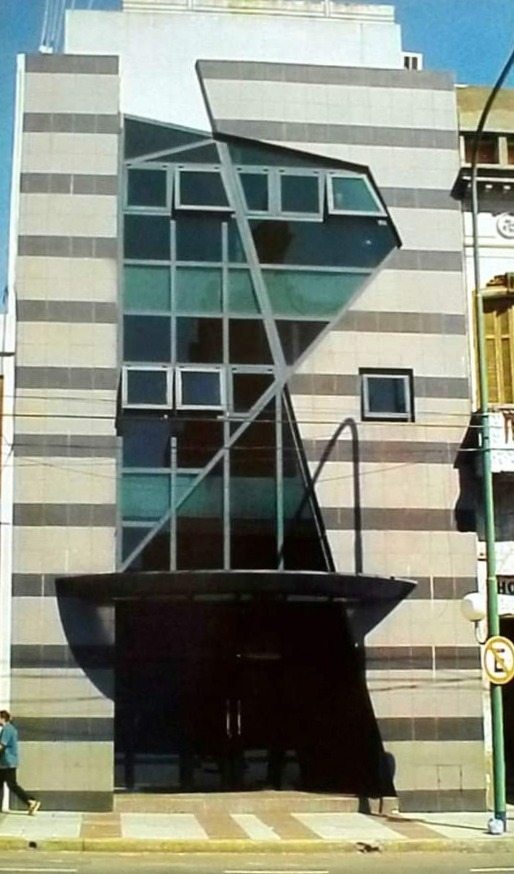
Avenida Entre Ríos 1931: Primera i històrica seu de l'emissora, que va compartir llavors amb Radio Buenos Aires i Radio Splendid. Actualment edifici d'aquesta última i de Red Aleluya.

Posteriorment va tenir una altra seu (El Salvador 4753).
En 2003 -després de trencar el seu vincle amb Radiodifusora Esmeralda S.A. i estar fora de l'aire 9 mesos- va començar a transmetre sota la llicència que pertanyia a RTL: Radio Tropical Latina.
En 2005 va començar a transmetre sota la llicència que pertanyia a X4 Radio (abans FM Nostalgie), adjudicada llavors per l'Estat a Radiodifusora Milenium S. a.
Ja en 2010 es va establir en l'edifici que avui ocupa.
En els seus micròfons han estat Bernardo Neustadt, Carolina Perín, Jesús Quintero, Luisa Valmaggia, Charly Fernández, Román Lejtman, Sergio Berensztein, Juan Miceli i Enrique Llamas de Madariaga, entre d'altres.

## Programació
La seva graella es compon de programes periodístics, magazíns i programes musicals.
També compta amb el seu propi servei de notícies i amb segments de música programada.